# Eupithecia assulata
Eupithecia assulata là một loài bướm đêm trong họ Geometridae.